# Nojals-et-Clotte
Nojals-et-Clotte foi uma comuna francesa na região administrativa da Nova Aquitânia, no departamento Dordonha. Estendia-se por uma área de 13,62 km². Em 2010 a comuna tinha 206 habitantes (densidade: 15,1 hab./km²).
Em 1 de janeiro de 2016, passou a formar parte da nova comuna de Beaumontois-en-Périgord.